# گوتنبرگ (نیوجرسی)
گوتنبرگ (به انگلیسی: Guttenberg) شهری در ایالت نیوجرسی کشور ایالات متحده آمریکا است که جمعیت آن در سرشماری سال ۲۰۱۰ میلادی، ۱۱٬۱۷۶ نفر بوده‌است.